# Майка (Сладковський район)
Ма́йка (рос. Майка) — присілок у складі Сладковського району Тюменської області, Росія.
Населення — 531 особа (2010, 633 у 2002).
Національний склад станом на 2002 рік:
- росіяни — 82 %